# Dictyophragmus lactucoides
Dictyophragmus lactucoides är en korsblommig växtart som först beskrevs av Harald Förther och Weigend, och fick sitt nu gällande namn av Al-shehbaz. Dictyophragmus lactucoides ingår i släktet Dictyophragmus och familjen korsblommiga växter. Inga underarter finns listade i Catalogue of Life.